# AGO Ao 192
Ago Ao 192 Kurier là một loại máy bay hai động cơ cỡ nhỏ của Đức, do hãng AGO Flugzeugwerke thiết kế chế tạo trong thập niên 1930.

## Biến thể
Ao 192 V1
Ao 192 V2
Ao 192 V3
Ao 192B

## Tính năng kỹ chiến thuật (Ao 192B)
Dữ liệu lấy từ Air International Tháng 6, 1977 
Đặc tính tổng quan
- Kíp lái: 2
- Sức chứa: 6 hành khách
- Chiều dài: 10,98 m (36 ft 0 in)
- Sải cánh: 13,54 m (44 ft 5 in)
- Chiều cao: 3,64 m (11 ft 11 in)
- Diện tích cánh: 25,04 m2 (269,5 foot vuông)
- Trọng lượng rỗng: 1.640 kg (3.616 lb)
- Trọng lượng cất cánh tối đa: 2.950 kg (6.504 lb)
- Động cơ: 2 × Argus As 10 , 200 kW (270 hp)  mỗi chiếc

Hiệu suất bay
- Vận tốc cực đại: 335 km/h (208 mph; 181 kn) trên độ cao 2.000 m (6.560 ft)
- Vận tốc hành trình: 238 km/h (148 mph; 129 kn) trên độ cao 2.000 m (6.560 ft)
- Tầm bay: 1.360 km (845 mi; 734 nmi)